# Emiliano Simeoni
Emiliano Simeoni (né le 22 avril 1958 à Rome) est un auteur de bande dessinée italien, connu des francophones pour avoir dessiné les deux premières volumes des Voyages de Takuan à la fin des années 1980 sur un scénario de Serge Le Tendre. C'est selon Patrick Gaumer « l'un des créateurs transalpins les plus intéressants ».